# T.O.T.S.
T.O.T.S. (Tiny Ones Transport Service) (em Brasil: TOTS — Serviço de Entrega de Filhotes e Portugal: TOPS- Transporte oficial de Pequenotes) é uma série de animação americana foi criado por Travis Braun, com produção de Titmouse, Inc. e exibido pelo Disney Junior em 14 de junho de 2019 a 10 de junho de 2022. Ele se concentra em Pip, o pinguim, e Freddy, o flamingo, que cuida dos bebês durante suas vidas em um berçário de transporte para crianças.

## Lote
Pip, o pinguim e Freddy, o flamingo, são dois pássaros de entrega em treinamento no T.O.T.S. (Tiny Ones Transport Service). Juntos, os dois ajudam a cuidar dos bebês, onde viajam ao redor do mundo para encontrar suas famílias eternas em necessidade, enquanto aprendem a resolver problemas sob a orientação de KC, o Koala e Captain Beakman, juntamente com as outras cegonhas.

## Personagens
Personagens principais
- Pip, o Pinguim (voz de Jet Jurgensmeyer nas temporadas 1-2 e Tucker Chandler na temporada 3-presente) - Um jovem pássaro que serve como navegador de Freddy e é o principal protagonista da série, junto com Freddy. Mencionado pela primeira vez no episódio "Back to Cool", seu local de nascimento é o Iceberg Alley, lar de Penn e seus pais e outros pinguins. Seu slogan muito conhecido é "Este pinguim tem um plano!"
- Freddy, o Flamingo (voz de Christian J. Simon) - Um jovem pássaro de entrega que é o parceiro de Pip e quem faz o voo. Ele também é o protagonista principal, junto com Pip. Ele tem asas longas que o ajudam a voar.
- Capitão Beakman (voz de Vanessa Williams) - O líder de T.O.T.S. e a mãe de Mia do gatinho.
- KC, o Koala (voz de Megan Hilty) - Uma funcionária de 16 anos da T.O.T.S. que cuida dos bebês antes de serem entregues. Ela dirige o berçário. Ela também é guitarrista.

Personagens recorrentes
- Bodhi (voz de Parvesh Cheena) - Um entregador inseguro de cegonha com as maiores asas na T.O.T.S. Ele tende a se assustar com coisas comuns, mas está disposto a ajudar quando a assistência é necessária.
- Ava (voz da Melanie Minichino) - Uma entregadora de cegonhas que fala na rua na T.O.T.S. Seu slogan é "Rock On!".
- JP (vozes de Henri Lubatti) - Um entregador de cegonha narcístico e orgulhoso da T.O.T.S. que fala com sotaque francês. Ele é um dos melhores entregadores da T.O.T.S. ao vencer o "Pássaro de entrega do mês" dez vezes consecutivas, assim Pip e Freddy o veem como um modelo. Ele também foi o entregador mais rápido da empresa até ser sucedido por Ava, que por sua vez foi sucedido por Bodhi.
- Paulie (voz de Dee Bradley Baker) - Um papagaio que é o controlador de tráfego aéreo da T.O.T.S. e que frequentemente pronuncia suas frases duas vezes.
- Sr. Woodbird (voz de Eric Bauza) - Um pica-pau que é o zelador da T.O.T.S. que às vezes dá a Pip e Freddy ideias que são soluções para seus problemas.
- Mia (voz de Charlie Townsend) - Um gatinho bebê, que é a filha adotiva do capitão Beakman. Seu slogan é "Mia help! Mia help!" quando alguém quer ajuda com alguma coisa, mas mesmo ela precisa de ajuda. No episódio "Lend Me Your Paw", ela olha para Pip e Freddy. Ela é o único bebê cujo nome não começa com a mesma letra do seu tipo de animal.
- Peggy (voz de Angelica Hale) - Um urso polar que queria um irmão bebê melhor do que Paul até ouvir que ele ficou preso em uma pequena caverna no episódio "Bringing Back Baby".

## Exibição
O show foi iluminado pela Disney em abril de 2018. Em fevereiro de 2019, o T.O.T.S. foi renovado para uma segunda temporada antes de sua estreia na transmissão; está programado para estrear nos EUA em 7 de agosto de 2020.
O programa estreou no Disney Junior e no Disney Channel nos Estados Unidos em 14 de junho de 2019 e no Canadá em 22 de junho.
Exibição na América Latina
A série foi exibido pelo Disney Junior de toda a América Latina em 14 de outubro de 2019 na Argentina, Chile, Peru, Colômbia e México.
Exibição no Brasil
No Brasil foi exibida pelo Disney Junior Brasil em 14 de outubro de 2019, no horário de segunda a sexta e sábados e domingos.
Exibição em Portugal
Em Portugal estreou no Disney Junior Portugal a 16 de setembro de 2019.